# Андрей Александрович (князь ростовский)
Андрей Александрович — князь Ростово-Борисоглебский.
Старший сын князя Александра Константиновича. Именуясь ещё владетельным князем, он, как и все ростовские князья второй половины XIV века, фактически являлся как бы обыкновенным слугою великого князя Московского.
О нём известно только, что в 1415 году, по воле великого князя Московского, он отправился во Псков наместником, но уже 17 июля 1417 года псковичи выгнали его, — может быть, за слишком сильные притеснения и поборы.
По родословным у него были следующие сыновья: Иван Брюхатый, Дмитрий, Фёдор, Владимир, Иван-Ян и Пётр. Через сыновей он является родоначальником отдельных Ростовских княжеских фамилий: Хохолковых, Катыревых, Буйносовых, Яновых и Темкиных.